# Jonathan Joss
Jonathan Joss Gonzales (San Antonio, 22 de dezembro de 1965 – San Antonio, 1º de junho de 2025) foi um ator e músico americano de ascendência indígena. Ele era mais conhecido por seus papéis como John Redcorn em King of the Hill e como Chefe Ken Hotate em Parks and Recreation. Ele foi baleado e morto por um vizinho aos 59 anos.

## Primeiros anos
Joss nasceu em San Antonio, Texas, em uma família de ascendência comanche e apache das Montanhas Brancas. Seus pais eram donos de um restaurante mexicano. Joss estudou na McCollum High School, formando-se em 1984. Ele se matriculou na Universidade Estadual do Texas – San Marcos (na época, Universidade Estadual do Sudoeste do Texas), mas saiu antes de se formar. Joss posteriormente frequentou o San Antonio College, antes de se formar na Universidade Nossa Senhora do Lago com um diploma em teatro e oratória.

## Carreira
Em 1994, ele apareceu na série de televisão Walker Texas Ranger. Joss forneceu a voz de John Redcorn das temporadas 2 a 13 da série animada King of the Hill, substituindo o ator original Victor Aaron após a morte dele em 1996. Ele também interpretou o papel recorrente do chefe Ken Hotate em Parks and Recreation.
Joss era músico e se apresentou como parte da The Red Corn Band, uma referência ao personagem que ele dublou em King of the Hill. Em temporadas posteriores, inspirados pelas performances de Joss fora da tela, os escritores de King of the Hill introduziram a banda fictícia Big Mountain Fudgecake, que o personagem de Joss lidera. Ele colaborou com a Graywolf Blues Band nas canções "Boogey Man" e "Still No Good", que foram lançadas no álbum Dancing in the Rain da Graywolf Blues Band.
Em 2011, Joss lançou uma linha de temperos.
Antes de sua morte em junho de 2025, Joss retornou para a série de revival de King of the Hill e começou a gravar. Em 1º de junho, poucas horas antes de sua morte, ele postou um vídeo no Instagram caminhando por Austin e observando como já havia gravado falas para quatro episódios de King of the Hill.

## Morte
Em 1º de junho de 2025, Joss e seu marido foram levados por uma mulher até sua casa incendiada para verificar a correspondência. Um confronto ocorreu entre Joss e um vizinho - eles estavam brigando. Uma testemunha relatou ter ouvido três tiros e visto Joss com ferimentos no pescoço e no tronco. Ele foi declarado morto no local. Um suspeito foi preso logo depois.
 O suspeito disse à polícia "Eu atirei nele", após ser detido.
Vizinhos disseram a uma emissora de TV local que Joss e o suspeito discutiram frequentemente no passado, mas que nenhuma violência havia ocorrido anteriormente. Apesar de anos de reclamações à cidade e ao 311, os vizinhos afirmaram que a polícia pouco fez. No total, a polícia foi chamada 74 vezes desde janeiro de 2024. O motivo das ligações inclui reclamações de vizinhos sobre incêndios, roubos, nove ligações relacionadas a tiroteios, seis ligações para saúde mental e cinco ligações para verificações de bem-estar.
Um incidente anterior, em 8 de junho de 2024, resultou no suspeito chamando a polícia, dizendo que Joss estava brandindo uma besta. Em 24 de maio de 2024, relatos de tiros resultaram na polícia confiscando as armas de fogo de Joss.
O marido de Joss, Tristan Kern de Gonzales, postou no Facebook que no dia em que retornaram à casa incendiada, encontraram o crânio e o arreio de um de seus cães, o que causou "grave sofrimento emocional". Ele disse que o suspeito gritou "insultos homofóbicos violentos" antes de abrir fogo e Joss empurrou Kern de Gonzales para fora do caminho da bala, salvando sua vida. Gonzales disse que nem ele nem Joss estavam armados. Além disso, Kern de Gonzales alegou que várias pessoas na área os agrediram verbalmente durante anos com insultos homofóbicos e ameaças de incendiar sua casa. Gonzales descreveu o ataque como um crime de ódio homofóbico, afirmando que o suspeito "começou a gritar insultos homofóbicos violentos para nós. Ele então levantou uma arma do colo e atirou."
O Departamento de Polícia de San Antonio divulgou um comunicado dizendo que nenhuma evidência de crime de ódio havia sido encontrada ainda, mas que a investigação ainda estava em andamento. De acordo com Kern de Gonzales, o casal havia relatado assédio homofóbico "à polícia várias vezes e nada foi feito".